# Håvard Moseby
Håvard Moseby (* 28. Juli 1999) ist ein norwegischer Skilangläufer.

## Werdegang
Moseby, der für den Kjelsas IL startet, nahm bis 2019 an Juniorenrennen teil. Dabei wurde er 2017 norwegischer Juniorenmeister über 15 km Freistil und 10 km klassisch, 2018 über 10 km Freistil und 2019 über 10 km klassisch und 20 km Freistil. Bei den Nordischen Junioren-Skiweltmeisterschaften 2018 in Goms holte er die Goldmedaille mit der Staffel und im folgenden Jahr bei den Nordischen Junioren-Skiweltmeisterschaften in Lahti die Silbermedaille im 30-km-Massenstartrennen. Zu Beginn der Saison 2019/20 nahm er erstmals in Vuokatti am Scandinavian-Cup teil und belegte dabei den 13. Platz im 30-km-Massenstartrennen. Bei den U23-Skiweltmeisterschaften 2020 in Oberwiesenthal gewann er die Bronzemedaille im 30-km-Massenstartrennen und die Goldmedaille mit der Staffel und bei den U23-Skiweltmeisterschaften 2021 in Vuokatti die Goldmedaille mit der Staffel. Nach Platz drei über 15 km klassisch beim FIS-Rennen in Beitostølen und Rang zwei über 15 km Freistil in Gålå zu Beginn der Saison 2021/22, gab er in Lillehammer sein Debüt im Weltcup, welches er auf dem achten Platz über 15 km Freistil beendete.

## Siege bei Continental-Cup-Rennen
| Nr. | Datum         | Ort  | Disziplin                       | Serie            |
| --- | ------------- | ---- | ------------------------------- | ---------------- |
| 1.  | 22. März 2025 | Gålå | 10 km klassisch Individualstart | Scandinavian Cup |